# Boa Entrada
Boa Entrada és una vila al sud de l'illa de Santiago a l'arxipèlag de Cap Verd. Està situada a 2 quilòmetres al nord d'Assomada. La zona és intensament conreada, especialment amb canya de sucre, amb molts arbres de mango.

## Capoquer
Hi ha un capoquer molt gran prop de la localitat de Boa Entrada, situada a la part inferior de la vall, 400 m sobre el nivell del mar. És l'arbre més gran de Santiago i, probablement, de la República de Cap Verd. El capoquer és d'aproximadament 25 m d'alçada i es va identificar en una àrea important per a les aus (IBA) per BirdLife International, perquè hi viu una colònia d'agrons roigs. El 2005, es va informar que l'arbre havia mort i que ja no podria suportar la colònia d'agrons.